# Вайтс-Сіті (Нью-Мексико)
Вайтс-Сіті (англ. Whites City) — переписна місцевість (CDP) в США, в окрузі Едді штату Нью-Мексико. Населення — 14 осіб (2020).

## Географія
Вайтс-Сіті розташований за координатами 32°10′36″ пн. ш. 104°22′27″ зх. д. / 32.17667° пн. ш. 104.37417° зх. д. (32.176717, -104.374133).  За даними Бюро перепису населення США в 2010 році переписна місцевість мала площу 1,18 км², уся площа — суходіл.

## Демографія
Згідно з переписом 2010 року, у переписній місцевості мешкало 7 осіб у 3 домогосподарствах у складі 2 родин. Густота населення становила 6 осіб/км².  Було 10 помешкань (9/км²).
Расовий склад населення:
| - 100,0 % — білих |

До двох чи більше рас належало 0,0 %. Частка іспаномовних становила 71,4 % від усіх жителів.
За віковим діапазоном населення розподілялося таким чином: 28,6 % — особи молодші 18 років, 57,1 % — особи у віці 18—64 років, 14,3 % — особи у віці 65 років та старші. Медіана віку мешканця становила 37,5 року. На 100 осіб жіночої статі у переписній місцевості припадало 40,0 чоловіків;  на 100 жінок у віці від 18 років та старших — 25,0 чоловіків також старших 18 років.
Цивільне працевлаштоване населення становило 164 особи. Основні галузі зайнятості: роздрібна торгівля — 47,6 %, будівництво — 21,3 %, мистецтво, розваги та відпочинок — 15,9 %, транспорт — 15,2 %.